# Osman Pazvantoğlu

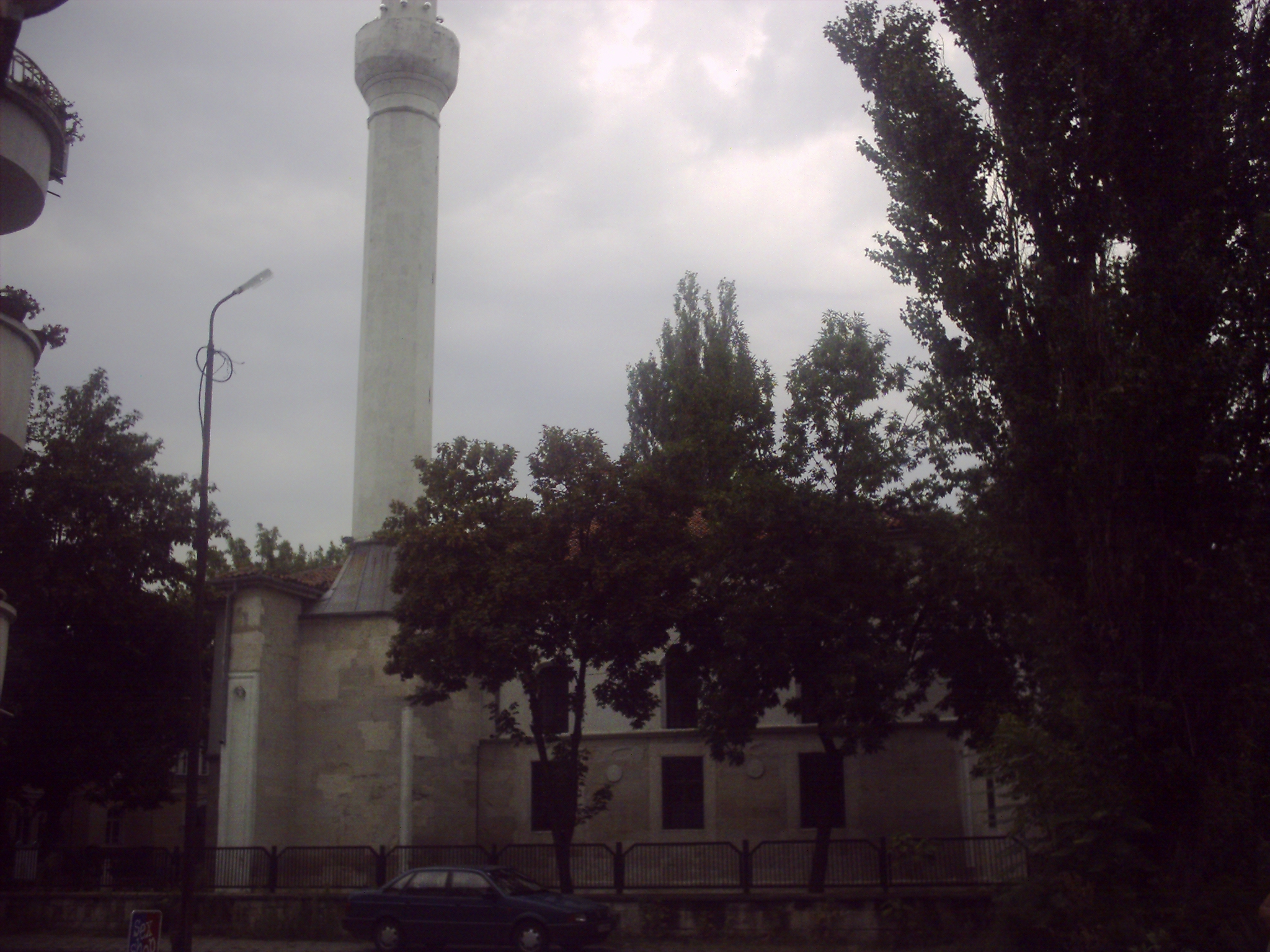
Osman Pazvantoğlu Moschee in Widin

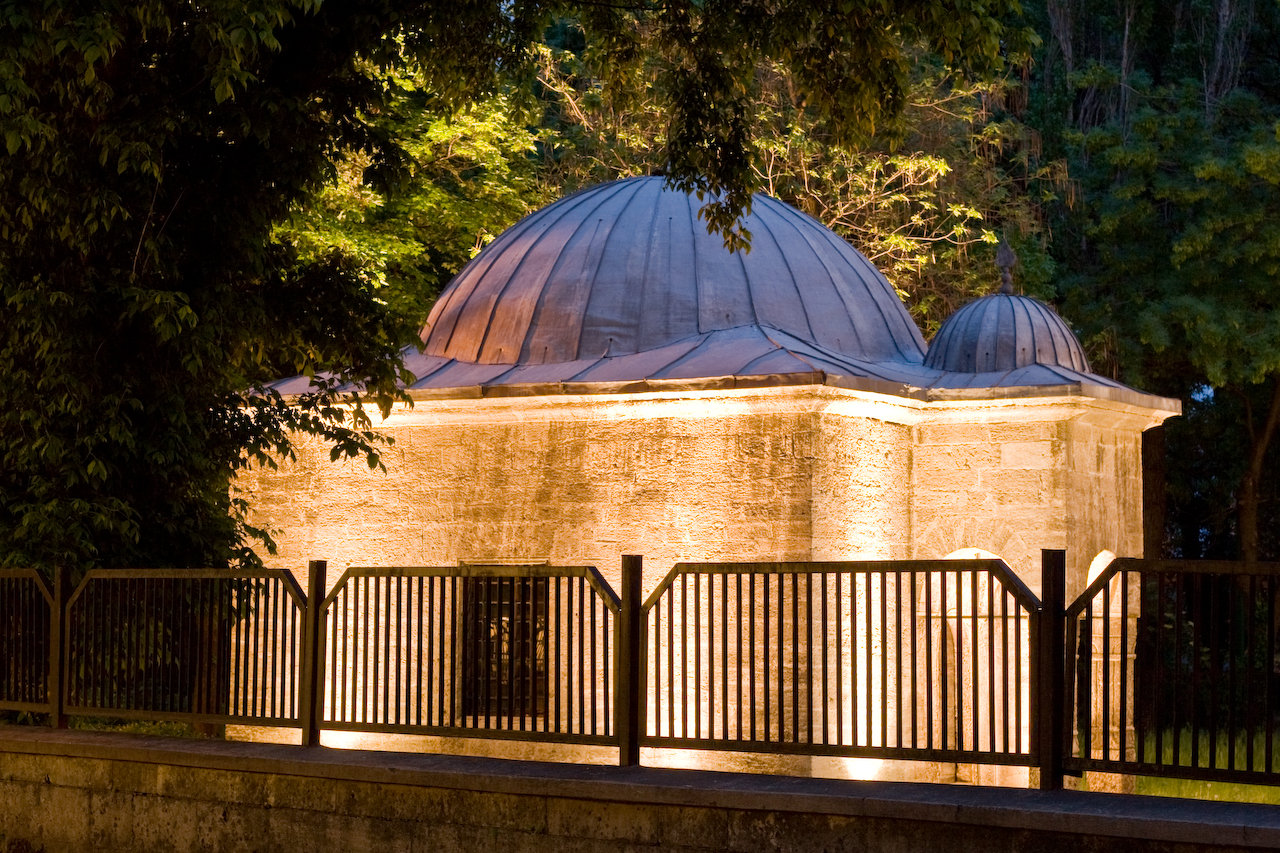
Die Bibliothek Osman Pazvantoğlus in Widin

Osman Pazvantoğlu (* um 1758 in Widin; † 1807 ebenda) war ein osmanischer Janitschare und Pascha von Widin.

## Leben
Osman Pazvantoğlu wurde 1758 in einer angesehenen Widiner Janitscharenfamilie geboren. Sein Großvater stammte aus dem Vilâyet Bosnien, weswegen er fälschlicherweise oftmals als Bosnier bezeichnet wird – die Familie war vielleicht tatarischer Herkunft. Als Janitschare stand er u. a. auch in den Diensten des walachischen Fürsten Nicolae Mavrogheni. Als der Sultan Selim III. mit weitgehenden Staatsreformen begann, führte Pazvantoğlu um 1794 eine Rebellion der Janitscharen an. Die Rebellen unter Pazvantoğlu konnten zeitweise ein Gebiet von Belgrad bis nach Warna unter ihre Kontrolle bringen.
Eine osmanische Strafexpedition unter Husein Küçük scheiterte, was u. a. zum Sturz und zur Hinrichtung des walachischen Fürsten Constantin Hangerli führte, da dieser beschuldigt wurde, die Streitmacht unter Husein Küçük nicht genügend unterstützt zu haben. Der Versuch, die Herrschaft der Rebellen auf das gesamte Paschalik Belgrad auszuweiten, schlug fehl, die Rebellen wurden von serbischen Heiducken aufgehalten, die vom neuen Belgrader Pascha Hacı Mustafa angeheuert wurden.
Um die Lage wieder zu beruhigen, wurde Pazvantoğlu 1799 amnestiert und zum Pascha von Widin ernannt. Pazvantoğlu blieb jedoch eigenmächtig und herrschte faktisch selbstständig. Er führte zahlreiche Einfälle in die unter osmanischer Oberhoheit stehende Walachei, darunter die Plünderung von Craiova 1801, als die Stadt beinahe komplett zerstört wurde. Die Nachricht vor einem Anrücken Pazvantoğlus auf Bukarest veranlasste den Fürsten Mihai Șutu, albanische Soldaten anzuheuern; Șutu aber floh nach Siebenbürgen und überließ die Stadt der Terrorherrschaft jener Soldaten, die für ihre Verteidigung angeheuert wurden, während im Umland rumänische Heiducken immer mächtiger wurden. Diese gefährlichen und unsicheren Jahre prägten im rumänischen Sprachchargon den Ausdruck de pe vremea lui Pazvante, in den Zeiten Pazvantoğlus, als Sinnbild für Gesetzlosigkeit und schlechte Regierung.
Ab 1803 initiierte der amtierende Gospodar der Walachai, Konstantin Ypsilantis, ein Abkommen mit Pazvantoğlu, wodurch weitere Überfälle auf die Walachai verhindert wurden.
Pazvantoğlu verstarb 1807 in Widin. Er soll ein guter Freund von Rigas Velestinlis gewesen sein. Aufgrund innen- und außenpolitischer Krisen konnte die Pforte gegen ihn nach 1799 nicht vorgehen. Aus der Zeit von Osman Pazvantoğlu sind in Widin zahlreiche militärische, religiöse und öffentliche Gebäude erhalten.